# Туголуков, Евгений Александрович
Евгений Александрович Туголуков (род. 14 мая 1970, Свердловск) — российский предприниматель, меценат и общественный деятель, инвестор в медицинские и агропромышленные активы, депутат Государственной Думы пятого созыва (2007—2011).

## Биография
Закончил языковую школу № 2, получил диплом Уральского государственного технического университета по специальности «Экономика и управление на предприятии».

### Начало карьеры
C 1993 по 2003 год работал в группе МДМ.

### Свой бизнес в области энергомашиностроения
В 2003 году выкупил у промышленной группы МДМ завод «Красный котельщик», на базе которого создал энергомашиностроительный холдинг «ЭМАльянс», специализирующийся на производстве энергетического оборудования для тепловых и атомных электростанций, предприятий газового и нефтехимического сектора. В феврале 2012 года 100 % акций «ЭМАльянса» приобрела компания «Силовые машины».

### Список Forbes
Занимал 173-е место по версии российского Forbes в 2011 году.

### Депутат Госдумы
В 2007 г. избран депутатом Государственной Думы по федеральному списку кандидатов от Всероссийской политической партии «ЕДИНАЯ РОССИЯ» (региональная группа № 64 - Ростовская область) . В Госдуме V созыва возглавлял Комитет по природным ресурсам, природопользованию и экологии. Много работал с ключевыми законопроектами в области экологии. Является автором и соавтором 24-х законопроектов, из которых 11 были приняты и вступили в силу, в том числе федеральные законы «Об энергосбережении и повышении энергетической эффективности», «О водоснабжении и водоотведении», «Об ответственном  обращении с животными», «Об охоте и сохранении охотничьих ресурсов» . Принимал участие в разработке и реализации федеральной целевой программы «Охрана озера Байкал и социально-экономическое развитие Байкальской природной территории», проектов «Российский лес» и «Чистая вода» .

### Инвестиции в медицину
В 2013 году Евгений Туголуков основал сеть многопрофильных медицинских компаний «Медскан», годовой оборот компаний группы «Медскан» в 2020 году составил более 4 млрд рублей. К 2021 году сеть «Медскан» включает в себя 32 частных клиники и медицинских центра в Москве и регионах России. В ее состав входят центры «Медскан», поликлиники «Медквадрат», «Клинический госпиталь на Яузе», онкоцентр в Воронеже, клиники «Философия красоты и здоровья» в Перми и центры «МРТ» в Южном федеральном округе. В 2020 году в ГК «Медскан» вошли клиники «Медассист» в Курске.
Флагманский актив компаний группы «Медскан» — «Хадасса Москва», московский филиал университетской клиники «Хадасса» в Иерусалиме (Израиль), принадлежит Туголукову c 2018 года. «Хадасса Москва» — первая и единственная в стране иностранная клиника, открывшаяся в Московском международном медицинском кластере в Сколково .
В сентябре 2021 г. Евгений Туголуков объявил о запуске крупнейшего российского частного проекта в сфере здравоохранения . На базе группы компаний «Медскан» планируется создать в 60-ти регионах России более 70-ти семейных многофункциональных клиник, ориентированных на первичный прием, диагностику, хирургическую и стационарную помощь. Пропускная способность каждого медицинского центра составит более 130 тыс. пациентов в год. В качестве основного кредитора проекта выступил «Газпромбанк», который планирует выделить финансирование в размере более 70 млрд. рублей. Соответствующее соглашение между банком и ГК «Медскан» было подписано в рамках Восточного экономического форума . Проект не был реализован.
В феврале 2022 года компания «Русатом Хелскеа» (дивизион Госкорпорации «Росатом», аккумулирующий компетенции в здравоохранении) приобрела 25,001% группы компаний «Медскан» . В июле 2023 г. «Росатом» увеличил долю в АО «Медскан» до 50% . В октябре 2022 г. стало известно о покупке «Медсканом» сети KDL, насчитывающей 13 региональных клинико-диагностических лабораторий и свыше 350 медицинских офисов более чем в 40 российских городах . В ноябре 2022 г. было объявлено, что «Медскан» купил российский бизнес израильской сети медицинских центров On Clinic International – «Медикал он груп» . В параметр сделки вошли 23 многопрофильных клиники в 15 российских регионах: в Перми, Хабаровске, Белгороде, Санкт-Петербурге, Севастополе и других городах. В интервью газете «Ведомости» Евгений Туголуков заявил, что «Медскан» намерен стать лидером рынка частных медицинских услуг. По его словам, «Медскан» в партнерстве с «Росатомом» намерен к 2030 построить сеть из 160 многопрофильных клиник в 100 городах по всей стране, а также распределенную сеть центров ядерной медицины – радионуклидной диагностики и терапии .
В 2024-25 годах Ппосле выхода из аграрного бизнеса Туголуков продолжил инвестиции в медицинскую сферу. В сентябре 2024 года его компания АО «Тетра» заключила соглашение о приобретении 99,99% группы компаний «Евроонко», управляющей сетью онкологических клиник в России с сомнительной репутацией. Сумма сделки составила 3,04 млрд рублей. В 2025 году Туголуковым был также приобретен многопрофильный медицинский центр в московском районе Бибирево. 

### Агропромышленные активы и ритейл
В 2012 году стал владельцем компании Don Agro International, которая выращивает озимую пшеницу, ячмень, подсолнечник, нут. В 2019—2020 гг. «Дон Агро» стал первой российской компанией, которая вышла на IPO на сингапурской бирже, Холдинг развивает «зелёные» технологии производства, в рамках целей ООН в области устойчивого развития. В августе 2024 года предприниматель Евгений Туголуков завершил сделку по продаже своих агропромышленных активов, входящих в холдинг «Дон Агро». Новыми владельцами стали структуры, связанные с АО «Агрохолдинг “Просторы”» и ЗПИФ «Алдан». Сумма сделки оценивается в 7–8 млрд рублей.
Евгений Туголуков является акционером Даниловского рынка в Москве .

## Социальная ответственность и общественная деятельность
- Оказывает поддержку волонтерскому проекту «Белая трость» и движению «Экстрабилити» (от англ. “Extra” – «сверх» и “Ability” – «способность») в реализации проекта по социализации людей с ограниченными возможностями здоровья и формированию инклюзивного общества.[39][40]. Опыт развития инклюзивной культуры в медицинской организации был обобщен в научной статье Евгения Туголукова для сборника «От медицинской помощи к социальной адаптации: инклюзивные подходы», выпущенного Забайкальским государственным университетом в 2023 г.[41].
- Член Попечительского совета Фонда помощи хосписам «Вера» [42].
- Входит в Совет предпринимателей Москвы [43] .
- Является членом НАНМО[44] (Национальная ассоциация негосударственных медицинских организаций) и Ассоциации управленцев сферы здравоохранения[45].
- Основатель фонда поддержки современного искусства MOCT Сontemporary Russia Arts Foundation[46].
- За значительный вклад в области медицинского и социального служения, а также помощь Зачатьевскому ставропигиальному женскому монастырю г. Москвы награжден медалью ордена святителя Луки Русской Православной Церкви [47]